# Wereldkampioenschappen schoonspringen 1982
De wereldkampioenschappen schoonspringen 1982 vonden plaats van 29 juli tot en met 6 augustus 1982 in Guayaquil, Ecuador. Het toernooi maakte deel uit van de door FINA georganiseerde wereldkampioenschappen zwemsporten 1982.

## Medailles

### Mannen
| Onderdeel      | Goud                           | Goud   | Zilver                       | Zilver | Brons                          | Brons  |
| -------------- | ------------------------------ | ------ | ---------------------------- | ------ | ------------------------------ | ------ |
| 3 m plank      | Greg Louganis Verenigde Staten | 752,67 | Sergei Kuzmin Sovjet-Unie    | 636,15 | Aleksandr Portnov Sovjet-Unie  | 631,56 |
| 10 meter toren | Greg Louganis Verenigde Staten | 634,26 | Vladimir Aleynik Sovjet-Unie | 629,95 | Bruce Kimball Verenigde Staten | 619,68 |

### Vrouwen
| Onderdeel      | Goud                          | Goud   | Zilver                                       | Zilver | Brons               | Brons  |
| -------------- | ----------------------------- | ------ | -------------------------------------------- | ------ | ------------------- | ------ |
| 3 meter plank  | Megan Neyer Verenigde Staten  | 501,03 | Christina Seufert Verenigde Staten           | 490,02 | Peng Yuanchun China | 482,10 |
| 10 meter toren | Wendy Wiland Verenigde Staten | 438,78 | Ramona Wenzel Duitse Democratische Republiek | 417,99 | Zhou Jihong China   | 399,78 |

### Medaillespiegel
| Plaats | Land                           | Goud | Zilver | Brons | Totaal |
| 1      | Verenigde Staten               | 4    | 1      | 1     | 6      |
| 2      | Sovjet-Unie                    | 0    | 2      | 1     | 3      |
| 3      | Duitse Democratische Republiek | 0    | 1      | 0     | 1      |
| 4      | Italië                         | 0    | 0      | 2     | 2      |
| Totaal | Totaal                         | 4    | 4      | 4     | 12     |

Belgrado 1973 · 
Cali 1975 · 
West-Berlijn 1978 · 
Guayaquil 1982 · 
Madrid 1986 · 
Perth 1991 · 
Rome 1994 · 
Perth 1998 · 
Fukuoka 2001 · 
Barcelona 2003 · 
Montréal 2005 · 
Melbourne 2007 · 
Rome 2009 · 
Shanghai 2011 · 
Barcelona 2013 · 
Kazan 2015 · 
Boedapest 2017 · 
Gwangju 2019 · 
Boedapest 2022 · 
Fukuoka 2023 · 
Doha 2024